# Светско првенство у пливању 2015 — 800 м слободно за жене
Такмичење у пливању у дисциплини 800 метара слободним стилом за жене на Светском првенству у пливању 2015. одржано је у два дана, 7. августа (квалификације) и 8. августа (финале) као део програма Светског првенства у воденим спортовима. Трке су се одржавале у базену Казањске арене у граду Казању (Русија).
За трке су било пријављене укупно 44 такмичарке из 36 земаља.
Титулу светске првакиње из 2013. са успехом је одбранила америчка пливачица Кејти Ледеки која је убедљиво славила у обе трке. У квалификацијама Ледеки је поставила нови рекорд првенстава, док је у финалу оборила властити светски рекорд у овој дисциплини који сада износи 8:07,39 минута.
Сребрну медаљу освојила је Лорин Бојл из Новог Зеланда, док је бронзана медаља припала Британки Џазмин Карлин.

## Освајачи медаља
|                    | Резултат |                  | Резултат |                     | Резултат |
|                    |          |                  |          |                     |          |
| Кејти Ледеки (USA) | 8:07,39  | Лорин Бојл (NZL) | 8:17,65  | Џазмин Карлин (GBR) | 8:18,15  |

## Званични рекорди
Пре почетка такмичења званични свестки рекорд и рекорд шампионата у овој дисциплини су били следећи:
| Рекорд                     | Име                | Резултат | Место                  | Датум           |
| -------------------------- | ------------------ | -------- | ---------------------- | --------------- |
| Светски рекорд             | Кејти Ледеки (USA) | 8:11,00  | Шенандоа (Тексас, САД) | 22. јун 2014.   |
| Рекорд светских првенстава | Кејти Ледеки (USA) | 8:13,86  | Барселона (Шпанија)    | 3. август 2013. |

Током трајања такмичења Кејти Ледеки је прво поставила нови рекорд првенстава, а потом је оборила и властити светски рекорд:
| Датум     | Трка          | Пливачица    | Репрезентација | Резултат | Тип рекорда |
| --------- | ------------- | ------------ | -------------- | -------- | ----------- |
| 7. август | Квалификације | Кејти Ледеки | САД            | 8:13,25  | РСП         |
| 8. август | Финале        | Кејти Ледеки | САД            | 8:07,39  | СР          |

## Земље учеснице
За трке на 800 метара слободним стилом било су пријављене укупно 44 такмичарке из 36 земаља, а свака од земаља могла је да пријави максимално две такмичарке по утрци.
| - Антигва и Барбуда (1) - Аруба (1) - Аустралија (2) - Барбадос (1) - Бахаме (1) - Велика Британија (2) - Венецуела (1) - Гватемала (1) - Данска (1) | - Еквадор (1) - Италија (2) - Јужна Кореја (1) - Кина (2) - Колумбија (1) - Костарика (1) - Либан (1) - Лихтенштајн (1) - Луксембург (1) | - Мађарска (1) - Малезија (1) - Мексико (1) - Немачка (2) - Нови Зеланд (2) - Обала Слоноваче (1) - Перу (1) - Русија (1) - Северна Маријанска Острва (1) | - Сингапур (1) - САД (2) - Словенија (1) - Фарска Острва (1) - Француска (1) - Холандија (1) - Чешка (1) - Чиле (1) - Шпанија (1) |

## Квалификације
У квалификацијама се пливало у 5 квалификационих група, од којих су прву чиниле 4 пливачица, док су преостале имале по 10 такмичарки. Пласман у финале обезбедило је 8 такмичарки који су у квалификацијама оствариле најбоља времена.
Квалификационе трке пливане су 7. августа у јутарњем делу програма, са почетком у 11:17 по локалном времену.
| ПЛ. | Трка | Стаза | Пливач                | Репрезентација            | Време   | Нап.    |
| --- | ---- | ----- | --------------------- | ------------------------- | ------- | ------- |
| 1.  | 5    | 4     | Кејти Ледеки          | САД                       | 8:19,42 | КВ, РСП |
| 2.  | 4    | 5     | Џесика Ешвуд          | Аустралија                | 8:22,17 | КВ      |
| 3.  | 5    | 6     | Лоте Фрис             | Данска                    | 8:23,12 | КВ      |
| 4.  | 5    | 5     | Лорин Бојл            | Нови Зеланд               | 8:23,66 | КВ      |
| 5.  | 4    | 4     | Џазмин Карлин         | Велика Британија          | 8:23,83 | КВ      |
| 6.  | 4    | 6     | Шарон ван Рувендал    | Холандија                 | 8:24,83 | КВ      |
| 7.  | 4    | 2     | Сара Келер            | Немачка                   | 8:26,16 | КВ      |
| 8.  | 5    | 3     | Богларка Капаш        | Мађарска                  | 8:26,96 | КВ      |
| 9.  | 5    | 2     | Леони Бек             | Немачка                   | 8:28,39 |         |
| 10. | 4    | 3     | Бека Мен              | САД                       | 8:28,44 |         |
| 11. | 3    | 2     | Кристел Кобрич        | Чиле                      | 8:33,12 |         |
| 12. | 5    | 8     | Андреина Пинто        | Венецуела                 | 8:33,33 |         |
| 13. | 4    | 7     | Мелани Коста          | Шпанија                   | 8:34,89 |         |
| 14. | 5    | 9     | Џанг Јухан            | Кина                      | 8:35,17 |         |
| 15. | 4    | 1     | Џесика Тиелмен        | Велика Британија          | 8:36,88 |         |
| 16. | 5    | 7     | Мартина Кармињоли     | Италија                   | 8:38,56 |         |
| 17. | 4    | 8     | Тјаша Одер            | Словенија                 | 8:38,85 |         |
| 18. | 3    | 7     | Јулија Хеслер         | Лихтенштајн               | 8:39,12 |         |
| 19. | 5    | 1     | Ерика Мусо            | Италија                   | 8:39,55 |         |
| 20. | 2    | 5     | Валери Груест         | Гватемала                 | 8:39,88 |         |
| 21. | 3    | 3     | Саманта Аревало       | Еквадор                   | 8:41,15 |         |
| 22. | 4    | 0     | Беатриз Гомес Кортес  | Шпанија                   | 8:41,72 |         |
| 23. | 2    | 3     | Марија Пуглијесе      | Колумбија                 | 8:42,14 |         |
| 24. | 3    | 0     | Монтсерат Ортуњо      | Мексико                   | 8:42,83 |         |
| 25. | 3    | 4     | Цао Јуе               | Кина                      | 8:43,24 |         |
| 26. | 3    | 5     | Лија Нил              | Аустралија                | 8:44,38 |         |
| 27. | 4    | 9     | Ема Робинсон          | Нови Зеланд               | 8:44,86 |         |
| 28. | 3    | 9     | Моник Оливије         | Луксембург                | 8:45,37 |         |
| 29. | 3    | 6     | Џоана Иванс           | Бахаме                    | 8:49,96 |         |
| 30. | 2    | 4     | Мартина Елхеницка     | Чешка                     | 8:53,08 |         |
| 31. | 2    | 6     | Ку Цај Лин            | Малезија                  | 8:55,20 |         |
| 32. | 3    | 1     | Јо Хјун-ју            | Јужна Кореја              | 8:57,66 |         |
| 33. | 2    | 1     | Данијела Мијахара     | Перу                      | 9:00,30 |         |
| 34. | 2    | 2     | Рејчел Ценг           | Сингапур                  | 9:01,19 |         |
| 35. | 2    | 7     | Данијела ван ден Берг | Аруба                     | 9:03,71 |         |
| 36. | 2    | 9     | Елена Морено          | Костарика                 | 9:09,27 |         |
| 37. | 3    | 8     | Валерија Саламатина   | Русија                    | 9:11,78 |         |
| 38. | 2    | 8     | Хана Џил              | Барбадос                  | 9:16,23 |         |
| 39. | 2    | 0     | Талита Флан           | Обала Слоноваче           | 9:16,89 |         |
| 40. | 1    | 4     | Габријела Дуи         | Либан                     | 9:18,30 |         |
| 41. | 1    | 5     | Лена Ранвардоутир     | Фарска Острва             | 9:35,53 |         |
| 42. | 1    | 3     | Макаела Холовчак      | Антигва и Барбуда         | 9:37,68 |         |
| 43. | 1    | 6     | Викторија Ченцова     | Северна Маријанска Острва | 9:48,87 |         |
| 44  | 5    | 0     | Корали Балми          | Француска                 | ××      | НН      |

Напомена: КВ - квалификација; РСП - рекорд светских првенстава; НН - није наступила

## Финале
Финална трка пливана је 8. августа са почетком у 18:55 по локалном времену.
| ПЛ. | Стаза | Пливач             | Репрезентација   | Време   | Нап. |
| --- | ----- | ------------------ | ---------------- | ------- | ---- |
|     | 4     | Кејти Ледеки       | САД              | 8:07,39 | СР   |
| 2   | 6     | Лорин Бојл         | Нови Зеланд      | 8:17,65 | ОР   |
| 3   | 2     | Џазмин Карлин      | Велика Британија | 8:18,15 |      |
| 4.  | 5     | Џесика Ешвуд       | Аустралија       | 8:18,41 |      |
| 5.  | 3     | Лоте Фрис          | Данска           | 8:21,36 |      |
| 6.  | 8     | Богларка Капаш     | Мађарска         | 8:22,93 |      |
| 7.  | 1     | Сара Келер         | Немачка          | 8:23,67 |      |
| 8.  | 7     | Шарон ван Рувендал | Холандија        | 8:24,12 |      |

Напомена: СР - светски рекорд; ОР - рекорд Океаније